# Dicranosepsis breviappendiculata
Dicranosepsis breviappendiculata är en tvåvingeart som beskrevs av de Meijere 1913. Dicranosepsis breviappendiculata ingår i släktet Dicranosepsis och familjen svängflugor. Inga underarter finns listade i Catalogue of Life.